# Notte perfetta
Notte perfetta è un singolo di Cristiano Malgioglio feat. The Jek uscito il 25 novembre 2019 su etichetta Baraonda Edizioni Musicali.

## Il video
Il video, pubblicato il 25 novembre 2019, è stato girato tra Modica, Marina di Modica e Porticciolo Sampieri dal regista Gaetano Morbioli. Nel video Cristiano Malgioglio interpreta Malèna come Monica Bellucci nell'omonimo film di Giuseppe Tornatore. Attore principale videoclip: Carlo Siano.

## Accoglienza
Il brano è diventato in breve tempo un successo radiofonico e il video ha raggiunto 8 milioni di visualizzazioni sulla piattaforma di YouTube diventando una delle hit dell'inverno 2019/2020.

## Tracce
1. Notte perfetta – 3:29 (testo: Cristiano Malgioglio – musica: Diego Calvetti)

## Formazione
- Cristiano Malgioglio - voce
- The Jek - voce